# Reykhólar
Reykhólar is een plaats in het noordwesten van IJsland in de regio Vestfirðir met 119 inwoners. Het is de grootste plaats in de gemeente Reykhólahreppur, maar ligt desondanks redelijk afgelegen. Zoals uit de naam valt af te leiden (reykja betekent rook) ligt Reykhólar in een geothermisch actief gebied. Degenen die in vroeger tijden het plaatsje haar naam geven dachten in eerste instantie dat de stoompluimen die her en der uit de aarde omhoog kwamen, en voor hen een onbekend fenomeen was, rook was. Dit gebied herbergt al sinds de sagatijd meerdere grote, welgestelde en invloedrijke boerderijen.

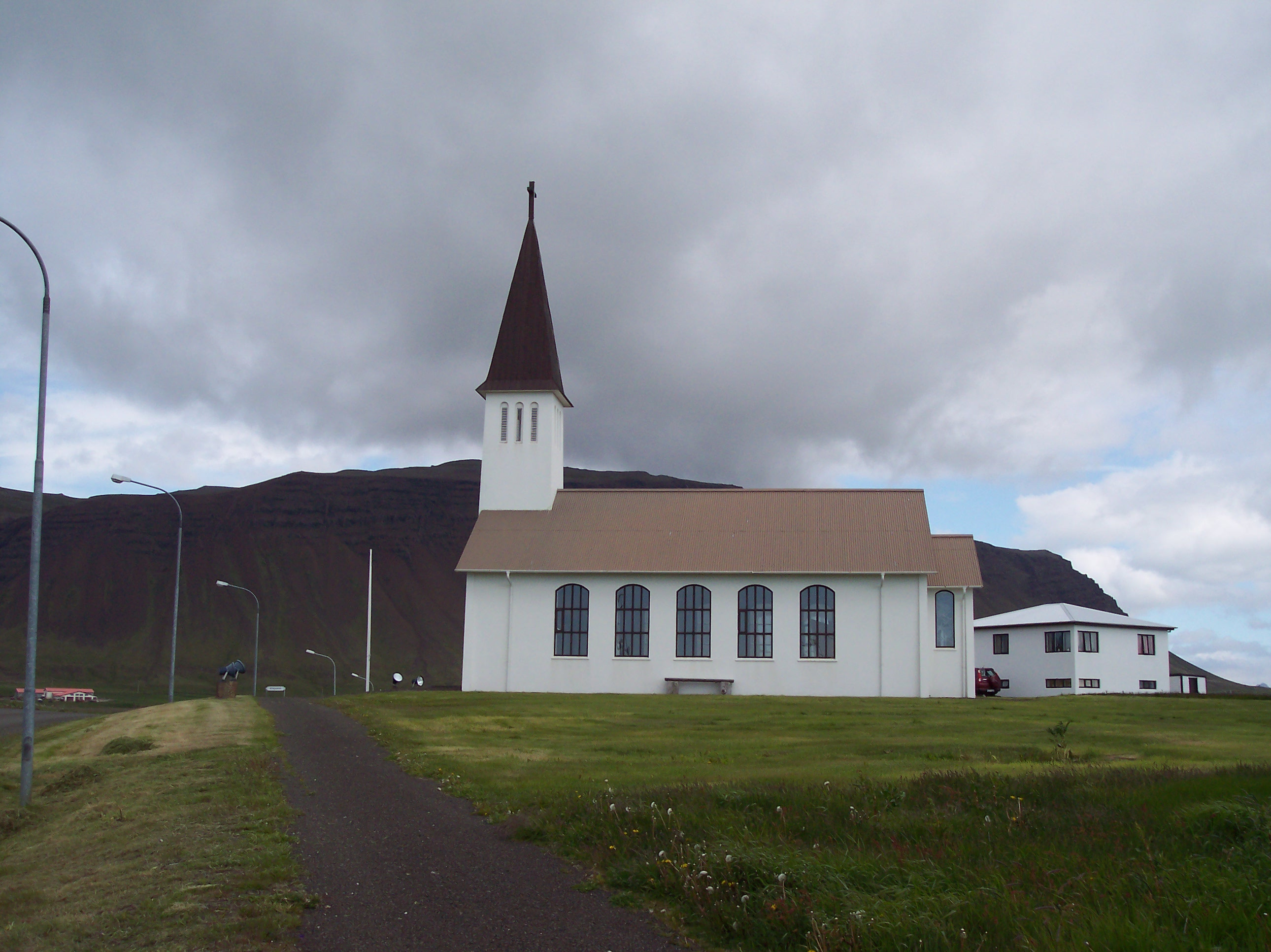
Lokale kerk